# The Kitchen – Queens of Crime
The Kitchen – Queens of Crime ist ein Action-Thriller aus dem Jahr 2019 von Andrea Berloff mit Melissa McCarthy, Tiffany Haddish und Elisabeth Moss in den Hauptrollen.

## Handlung
Im Jahr 1978 wird von einer irischen Mafia das New Yorker Viertel Hell’s Kitchen kontrolliert. Als eines Tages drei Gangster namens Rob, Kevin und Jimmy vom FBI festgenommen werden, müssen deren drei Ehefrauen Kathy, Ruby und Claire alleine im Viertel zurückbleiben, um die Mafia selbst in die Hand zu nehmen und ihre Kinder zu beschützen. Dies beinhaltet Schlägereien, Morde und skrupellose Verdrängung der Konkurrenz. Sie tun alles, um ihre Kinder und das Viertel zu beschützen.

## Rezeption
Von der nordamerikanischen Filmkritik wurde der Film schlecht aufgenommen. So verzeichnet Rotten Tomatoes bislang nur 23 Prozent positive Kritiken bei den Kritikern, ein deutlich besseres Ergebnis konnte der Film beim „normalen“ Publikum erzielen, dort fiel er zu 69 Prozent positiv aus.
Bei einem Produktionsbudget von 38 Millionen US-Dollar konnte der Film in den Kinos weltweit lediglich rund 15,98 Millionen US-Dollar einspielen, davon 12,18 Millionen US-Dollar im Nordamerikanischen Raum.